# 도겸 (가수)
도겸(DK, 본명: 이석민 (李碩珉), 1997년 2월 18일 ~ )은 대한민국의 보이 그룹 세븐틴의 메인보컬을 맡고 있다. 그리고 3인조 그룹인 부석순의 리더이기도 하다.

## 학력
- 신리초등학교 (졸업)
- 홍천중학교 (졸업)
- 서울공연예술고등학교 실용무용과 (졸업)

## 부석순
같은그룹의 멤버인 호시와 승관과 함께 도겸은 부석순(BSS)을 결성을 했다. 2018년 3월 21일에 데뷔 싱글 "Just Do It(거침없이)"을 발매했다.

## 음반 활동

### OST 음반
- 내가 먼저 위대한 유혹자 (2018년)
- Go! 스물다섯 스물하나 (2022년)

## 가수 외 활동

### 라디오
- 2015년~ KBS Cool FM 《슈퍼주니어의 키스 더 라디오》 - (With 승관)

### 예능
- 2015년 ~ SBS 《런닝맨》
- 2016년 ~ MBC TV 《미스터리 음악쇼 복면가왕》- 금 나와라 뚝딱! 아기도깨비! (준우승)

### 웹예능
- 2023년 유튜브 《핑계고》
- 2023년 유튜브 《나영석의 와글와글》
- 2024년 유튜브 《소통의 神》
- 2025년 유튜브 《집대성》

### 뮤지컬
- 2019년 《엑스칼리버》 아더 역
- 2021년 《엑스칼리버》 아더 역

## 친구
- 차은우(친구)

## 친한같은그룹멤버
- 승관(친한동생)